# 沙比爾·巴蒂亞
沙比爾·巴蒂亞（Sabeer Bhatia；1969年—）是電子郵件系統Hotmail的共同創始人。他出生在印度的昌第加，曾在印度的博拉理工學院（Birla Institute of Technology and Science）受過兩年大學教育，隨後轉學到加州理工學院就讀，並取得了大學學位。接著他在史丹福大學取得碩士學位後，進入蘋果電腦公司，在手持電腦部門（Portable computers）上班，是Firepower Systems最早的參與者之一。
1995年，他與傑克·史密斯（Jack Smith）兩人創立了Hotmail電子郵件系統，1996年7月4日正式對外營運，1997年12月31日將此系統以四億美元賣給微軟。

## 相關連結
- 沙比爾的簡介 （页面存档备份，存于）